# Louis Hansotte
Pour les articles homonymes, voir Hansotte.
Louis Hansotte est un rameur d'aviron français.

## Carrière
Georges Frisch remporte la médaille d'or en deux de couple avec Georges Frisch aux Championnats d'Europe d'aviron 1933 à Budapest et la médaille d'argent dans le même épreuve aux Championnats d'Europe d'aviron 1934 à Lucerne.